# Toxorhynchites catharinensis
Toxorhynchites catharinensis är en tvåvingeart som först beskrevs av Da Costa Lima och Guitton 1962.  Toxorhynchites catharinensis ingår i släktet Toxorhynchites och familjen stickmyggor. Inga underarter finns listade i Catalogue of Life.